# Sebastian Sebulonsen
Sebastian Søraas Sebulonsen (Vejle, 4 giugno 2003) è un calciatore norvegese, difensore del Colonia.

## Caratteristiche tecniche
Gioca come terzino destro.

## Carriera

### Club
Sebulonsen ha iniziato la sua carriera calcistica con il Sola, dove ha trascorso quattro stagioni in 2. divisjon e 3. divisjon. Il 12 dicembre 2019 ha firmato un contratto biennale con il Viking, con cui ha debuttato il 21 giugno 2020 nell'incontro di Eliteserien perso 3-0 contro il Brann. Nel maggio 2021 il suo contratto è stato prolungato fino al 2023 ed il giorno successivo è passato in prestito al Mjøndalen. Il 9 giugno è stato richiamato dal Viking, dove ha concluso la stagione ed ha trascorso interamente quella successiva.
Il 14 luglio 2022 ha firmato un quadriennale con il Brøndby.

### Nazionale
Nel 2023 è stato convocato per disputare il Campionato europeo di calcio Under-21 2023.

## Statistiche
aggiornato al 3 marzo 2024
| Stagione        | Squadra         | Campionato      | Campionato | Campionato | Coppe nazionali | Coppe nazionali | Coppe nazionali | Coppe continentali | Coppe continentali | Coppe continentali | Altre coppe | Altre coppe | Altre coppe | Totale | Totale | Totale |
| Stagione        | Squadra         | Comp            | Pres       | Reti       | Comp            | Pres            | Reti            | Comp               | Pres               | Reti               | Comp        | Pres        | Reti        | Pres   | Reti   |        |
| --------------- | --------------- | --------------- | ---------- | ---------- | --------------- | --------------- | --------------- | ------------------ | ------------------ | ------------------ | ----------- | ----------- | ----------- | ------ | ------ | ------ |
| 2016            | Sola            | 2D              | 1          | 0          | CN              | 0               | 0               |                    | -                  | -                  |             | -           | -           | 1      | 0      |        |
| 2017            | Sola            | 3D              | 16         | 3          | CN              | 0               | 0               |                    | -                  | -                  |             | -           | -           | 16     | 3      |        |
| 2018            | Sola            | 3D              | 24         | 6          | CN              | 1               | 0               |                    | -                  | -                  |             | -           | -           | 25     | 6      |        |
| 2019            | Sola            | 2D              | 24         | 9          | CN              | 1               | 0               |                    | -                  | -                  |             | -           | -           | 25     | 9      |        |
| 2020            | Viking          | ES              | 20         | 1          | CN              | 0               | 0               | UEL                | 0                  | 0                  |             | -           | -           | 20     | 1      |        |
| 2021            | Mjøndalen       | ES              | 4          | 0          | CN              | 0               | 0               |                    | -                  | -                  |             | -           | -           | 4      | 0      |        |
| 2021            | Viking          | ES              | 24         | 4          | CN              | 3               | 1               |                    | -                  | -                  |             | -           | -           | 27     | 5      |        |
| 2022            | Viking          | ES              | 15         | 0          | CN              | 5               | 1               |                    | -                  | -                  |             | -           | -           | 20     | 1      |        |
| 2022-2023       | Brøndby         | SL              | 19         | 1          | CD              | 1               | 0               | UECL               | 4                  | 0                  |             | -           | -           | 24     | 1      |        |
| 2023-2024       | Brøndby         | SL              | 6          | 0          | CD              | 2               | 0               |                    | -                  | -                  |             | -           | -           | 8      | 0      |        |
| Totale carriera | Totale carriera | Totale carriera | 153        | 28         |                 | 13              | 2               |                    | 4                  | 0                  |             | -           | -           | 170    | 30     |        |